# Processo della strage di Ustica
Il processo della strage di Ustica indica un procedimento giudiziario italiano volto ad accertare le responsabilità nella strage di Ustica.
In realtà l'evento, i suoi antefatti e i suoi seguiti diedero luogo ad una serie di procedimenti sia penali che civili. Alcuni procedimenti sono stati volti a cercare le cause e gli autori o responsabili della strage, mentre altri hanno riguardato i presunti depistaggi nell'accertamento dei fatti.

## Sinossi
Circa le cause e gli autori della strage, non si giunse mai a processo, in quanto l'inchiesta del giudice istruttore si chiuse nel 1999 restando "ignoti gli autori della strage". Nel diritto penale italiano il reato di strage non cade mai in prescrizione per cui, nell'eventualità che dovessero emergere nuovi elementi, l'istruttoria potrebbe in qualunque tempo riaprirsi ed eventualmente condurre a processo laddove si ipotizzassero estremi di responsabilità penale.
Si giunse invece a dibattimento per ipotesi di reato relative al sospetto che, al fine di evitare l'accertamento delle responsabilità della strage, fossero stati posti in essere comportamenti sostanzialmente inquadrabili come tentativo di depistaggio; queste ipotesi furono ascritte ad alti ufficiali dell'Aeronautica Militare.
Il relativo processo si è concluso definitivamente nel gennaio del 2007, quando la Cassazione ha assolto gli imputati, mentre un procedimento civile presso il foro di Palermo, avviato dall'Avv. Daniele Osnato, ha visto la condanna dei ministeri dell'interno e della difesa al pagamento di 100 milioni di euro a titolo di risarcimento ai familiari delle 81 vittime della strage. L'Avv. Osnato ha avviato altri tre processi civili, sempre a Palermo, tutti conclusi con l'affermazione di responsabilità per depistaggio e concorso in disastro aviatorio a carico dei Ministeri Difesa e Trasporti, i quali non hanno proposto ricorso in Cassazione, accettando l'addebito di responsabilità. I pagamenti dei risarcimenti, però, sono stati decurtati di tutte le somme che nel frattempo lo Stato italiano aveva riconosciuto ai parenti come vittime di atti terroristici. Le somme effettivamente liquidate sono così risultate enormemente ridotte, rispetto a quanto invece stabilito dai Giudici civili, in forza di tale interpretazione attuata dallo Stato italiano. I figli delle Vittime, nel 1980 molto giovani, non hanno ricevuto nulla.

## Cronologia

### La fine delle indagini e le difficoltà
Le indagini si concludono il 31 agosto 1999, con l'ordinanza di rinvio a giudizio-sentenza istruttoria di proscioglimento, rispettivamente, nei procedimenti penali nº 527/84 e nº 266/90, un documento di dimensioni notevoli che, dopo anni di indagini, la quasi totale ricostruzione del relitto, notevole impiego di fondi, uomini e mezzi, esclude una bomba a bordo e un cedimento strutturale, circoscrivendo di conseguenza le cause della sciagura ad un evento esterno al DC 9. Non si giunge però a determinare un quadro certo ed univoco di tale evento esterno. Mancano inoltre elementi per individuare i responsabili.
«L'inchiesta», si legge nel documento, «è stata ostacolata da reticenze e false testimonianze, sia nell'ambito dell'Aeronautica italiana che della NATO, le quali hanno avuto l'effetto di inquinare o nascondere informazioni su quanto accaduto».
L'ordinanza-sentenza conclude:
Nella ricostruzione degli eventi, secondo le conclusioni del giudice Priore, le cause più probabili del disastro sarebbero da ricercarsi nell'onda d'urto di un missile, o una quasi collisione - un evento consistente in un passaggio di un velivolo ad alta velocità vicinissimo al DC-9, che provoca così un sovraccarico aerodinamico sulla semiala sinistra, tale da causarne la rottura e innescare una serie di effetti che portano alla destrutturazione in quota e caduta dell'I-TIGI.- Questa teoria è in origine formulata dai professori Dalle Mese e Casarosa, due dei periti di parte inquirente. L'ipotesi di quasi collisione, evento noto con modalità diverse nella casistica mondiale degli incidenti aerei, viene aspramente criticata da vasta parte del mondo scientifico aeronautico, che lo ritiene nella pratica «sommamente improbabile pur se non impossibile» su un piano esclusivamente teorico. Tuttavia la perizia metallografica dei professori Donato Firrao (Politecnico di Torino), Sergio Reale (Università di Firenze) e Roberto Roberti (Università di Brescia), avrebbe escluso l'ipotesi di un'esplosione sia interna (bomba), che esterna (mancherebbero anche i segni di schegge dell'eventuale missile).
Le tracce di esplosivi rinvenute sui reperti possono quindi essere spiegate o dall'esplosione di un missile a prevalente effetto blast e trascurabile produzione di schegge, o dalla temporanea custodia degli oggetti recuperati in mare in locali di navi militari in cui erano stati precedentemente collocati materiali esplosivi (la camera siluri). Le tracce rinvenute in seguito in tali locali non erano però di tale entità da giustificare una contaminazione, che rimane dunque una possibilità non provata.
Nell'istruttoria viene dedicato anche spazio al MiG-23MS libico ritrovato nei pressi di Castelsilano e che secondo l'ipotesi inquirente non sarebbe precipitato il 18 luglio, ma in una data tale da farne ipotizzare un collegamento con la caduta del DC-9 Itavia.
L'inchiesta coinvolse anche diversi militari italiani, in particolare dell'Aeronautica Militare: «Diversi i militari italiani che vengono considerati penalmente responsabili» non per la caduta del DC-9, per le quali non sono attribuite responsabilità all'eronautica italiana, ma per il comportamento successivo al disastro. Molti i reati contestati; tra cui: falso ideologico, abuso d'ufficio, falsa testimonianza, favoreggiamento, falso, dispersione di documenti. Per il vertice della forza armata del tempo furono rinviati a giudizio i generali: Bartolucci e Ferri e i generali Melillo e Tascio; si aggiunge un'ulteriore ipotesi di reato: alto tradimento, per aver impedito, tramite la comunicazione di informazioni errate, l'esercizio delle funzioni del governo.
I responsabili materiali della strage non possono, al momento, essere individuati e il procedimento penale n. 527 84 a G. I. dichiara «il non doversi procedere in ordine al delitto di strage perché ignoti gli autori del reato».

### Il processo sui presunti depistaggi del 2000
Il 28 settembre 2000, nell'aula-bunker di Rebibbia appositamente attrezzata, inizia il processo sui presunti depistaggi, davanti alla terza sezione della Corte di Assise di Roma.
Dopo 272 udienze e dopo aver ascoltato migliaia tra testimoni, consulenti e periti, il 30 aprile 2004, la corte assolve dall'imputazione di alto tradimento - per aver gli imputati turbato le funzioni di governo - i generali Corrado Melillo e Zeno Tascio "per non aver commesso il fatto". I generali Lamberto Bartolucci e Franco Ferri subiscono invece la prescrizione a cui però faranno ricorso, per avere assoluzione 'piena', in appello insieme a Procura e parti civili
Anche per molte imputazioni relative ad altri militari dell'Aeronautica (falsa testimonianza, favoreggiamento, ecc.) viene dichiarata la prescrizione.

### La sentenza della Corte di Assise d'Appello del 2005
Anche il processo davanti alla Corte di Assise d'Appello di Roma, aperto il 3 novembre 2005, si chiude il successivo 15 dicembre con l'assoluzione dei generali Bartolucci e Ferri dalla imputazione loro ascritta perché "il fatto non sussiste".
La Corte rileva infatti che non vi sono prove a sostegno dell'accusa di "alto tradimento".
Le analisi condotte nella perizia radaristica Dalle Mese, sono state eseguite con «sistemi del tutto nuovi e sconosciuti nel periodo giugno-dicembre 1980» e pertanto non possono essere prese in considerazione per giudicare di quali informazioni disponessero, all'epoca dei fatti, gli imputati. In ogni caso la presenza di altri aerei deducibile dai tracciati radar non raggiunge in alcun'analisi il valore di certezza e quindi di prova. Non vi è poi prova che gli imputati abbiano ricevuto notizia della presenza di aerei sconosciuti o USA collegabili alla caduta del DC-9.
La Corte rileva inoltre che l'informativa trasmessa dagli imputati al governo non risulta errata: i radar militari di Licola, Marsala e Siracusa non rilevano alcun traffico sconosciuto, come invece si può dedurre dai tracciati radar di Ciampino, che non è citato nell'informativa. Quindi viene ritenuta corretta l'affermazione che i radar militari «non confermano» (che non equivale ad esclude) traffico sconosciuto.
L'unica informazione errata è relativa all'interruzione dei nastri di Marsala "effettuata da un operatore per dimostrare la procedura di cambio del nastro", quando invece secondo la sentenza, i motivi sarebbero da individuare nell'inizio di un'esercitazione simulata circa 4 minuti proprio dopo il disastro aereo; Altresì non si può non notare che la sostituzione del nastro impedirà per oltre mezz'ora la rilevazione reale di ogni traccia radar nella zona del basso Tirreno, da parte della stazione radar meglio posizionata per controllare la zona interessata, rilevazione che, se disponibile, avrebbe potuto chiarire meglio l'evoluzione degli eventi nei minuti successivi alla caduta del DC-9.
La sentenza di assoluzione della Corte d'Assise di Roma del 2005 aveva acceso serie critiche da parte delle parti civili;
la senatrice Daria Bonfietti, sorella di una delle vittime e presidente della "Associazione Parenti delle Vittime della Strage di Ustica", in una conferenza stampa la definì "una vergogna". 
Nelle motivazioni della sentenza d'appello, pubblicate il 6 aprile 2006, alla pagina 48, la Corte replicò a questa accusa:
Di seguito, sempre in risposta alle critiche, la Corte specifica:
Quello di cui si giudica oggi, in realtà, è solo un presunto reato di alto tradimento che nulla ha a che fare con la ricerca degli autori o delle cause del reato di strage in quanto la presunta opera di depistaggio è stata innanzitutto limitata nel tempo e, in realtà, non ha avuto alcun effetto sulla ricerca di cui sopra come poi si vedrà.»

### Il ricorso in Cassazione del 2007
La Procura Generale di Roma propone ricorso per cassazione chiedendo l'annullamento della sentenza della Corte d'Appello del 15 dicembre 2005, e come effetto dichiarare che «il fatto contestato non è più previsto dalla legge come reato» anziché «perché il fatto non sussiste».
Il 10 gennaio 2007 la prima sezione penale della Corte di cassazione, presieduta da Torquato Gemelli, conferma la sentenza pronunciata nel dicembre del 2005 dalla corte d'Assise d'appello di Roma, dichiarando inammissibile il ricorso presentato dalla Procura Generale di Roma e rigettando quello dell'Avvocatura dello Stato, che rappresentava la Presidenza del Consiglio dei ministri e il ministero della Difesa, costituitisi parte civile.
Nelle motivazioni della sentenza viene ribadita l'interpretazione che occorre dare all'assoluzione ai sensi dell'articolo 530 comma 2 c.p.p. con la formula «perché il fatto non sussiste» pronunciata dalla corte di Assise. L'opinione delle parti civili tende ad interpretare l'assoluzione degli imputati come non completa.

### Le dichiarazioni di Cossiga del 2007 e la nuova inchiesta
Nel 2002, nella sua deposizione alle autorità inquirenti, il presidente emerito della Repubblica Italiana Francesco Cossiga (presidente del Consiglio all'epoca della strage) aveva dichiarato che, ai tempi della Strage, non aveva nessun elemento per non credere che si fosse trattato di un cedimento strutturale e che, nell'arco di 22 anni, aveva sempre saputo che al DC-9, fosse occorso un normale incidente aereo.
Nel 2008 la Procura della Repubblica di Roma ha deciso di riaprire una nuova inchiesta a seguito di nuove dichiarazioni rilasciate da Cossiga nel febbraio 2008 in cui aveva dichiarato che ad abbattere il DC9 sarebbe stato un missile «a risonanza e non a impatto», lanciato da un velivolo dell'Aéronavale decollato dalla portaerei Clemenceau, e che furono i servizi segreti italiani ad informare lui e l'allora ministro dell'Interno Giuliano Amato dell'accaduto.
Il generale dell'Aeronautica Vincenzo Manca, ex senatore e vicepresidente della commissione bicamerale d'inchiesta sulle stragi, ha dichiarato che «non esiste un missile che scoppia a risonanza: i missili si differenziano per il sistema di guida con cui agganciano l'obiettivo, non per il tipo di scoppio». L'affermazione del generale Manca è però incompleta, in quanto i missili aria-aria possono avere differenti tipologie di testata.
Infine, il 24 maggio 2010, lo stesso Cossiga dichiarò sui maggiori quotidiani che, per non essere visto dall'aereo libico con Gheddafi, un aereo francese era sotto quello italiano: partì un missile «per sbaglio, volendo colpire l'aereo del presidente libico».
Benché restino ignote le motivazioni che hanno portato Francesco Cossiga a tali radicali cambiamenti di opinione, le ultime dichiarazioni hanno sortito l'effetto di spingere la Procura, attraverso i procuratori Amelio e Monteleone, ad aprire una nuova inchiesta sulla strage di Ustica, ancora in svolgimento.